# Big Beautiful Woman

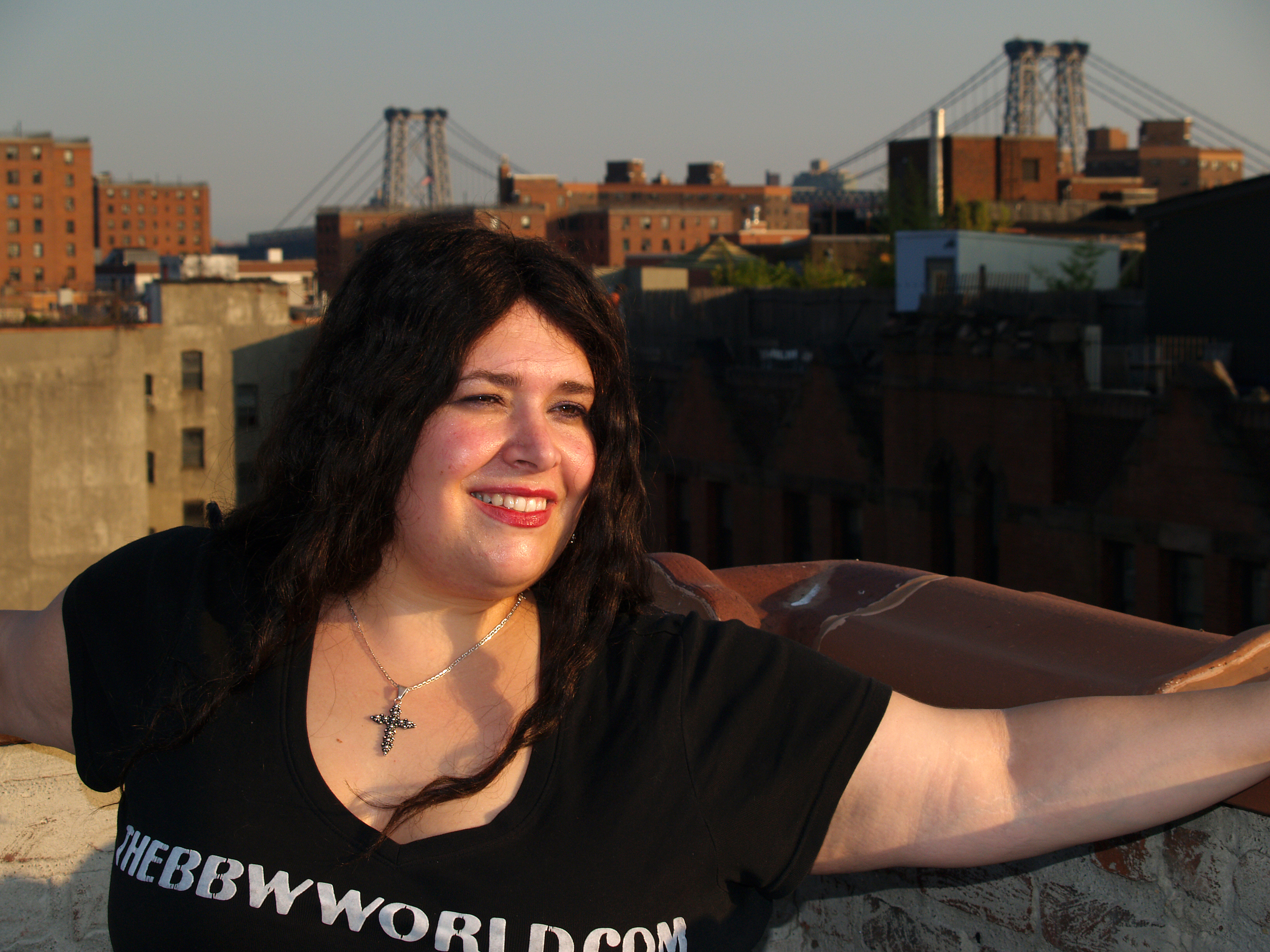
Kira Nerusskaya, attivista del grasso autodefinitasi BBW

Il neologismo inglese Big Beautiful Woman (letteralmente "donna grossa (e) bella", abbreviato spesso con la sigla BBW) si usa per definire o indicare l'attrazione sessuale verso le donne in sovrappeso, grasse od obese, cioè che abbiano un indice di massa corporea superiore a 25.

## Origine, descrizione e sinonimi
I termini "Big Beautiful Women" e "BBW" furono coniati nel 1979 dalla giornalista statunitense Carole Shaw, che nello stesso anno creò BBW Magazine, una rivista di moda dedicata alle "taglie forti" tipiche delle donne in carne.
Il concetto di BBW è chiaramente soggettivo: non esiste un metro di valutazione scientifico per determinare quali signore appartengono alla categoria e quali no. Tutto dipende quindi dalle opinioni personali e pertanto può capitare che vengano definite BBW sia donne leggermente in sovrappeso sia donne estremamente grasse.
Nei paesi anglosassoni vengono utilizzati due sinonimi della locuzione BBW, che differiscono dal significato originale solo per delle sfumature:
- Full-figured o Rubenesque: la seconda parola deriva dal pittore fiammingo Peter Paul Rubens, che amava ritrarre ragazze molto formose.
- Voluptuous e zaftig: questi termini indicano donne molto formose, rotondeggianti e sensuali, dal seno molto pronunciato e dai fianchi larghi.

## Uso

Grafico che indica l'attrazione per il grasso femminile in funzione dell'IMC, per un campione di ammiratori del grasso (rosso) messo a confronto con un campione di controllo (blu)

Sebbene teoricamente il termine BBW sia protetto da copyright, in quanto titolo del magazine sopra citato, col passare degli anni è stato utilizzato dalle donne che rivendicano con orgoglio la loro grassezza e che si autodefiniscono "BBWs".
Il termine ha avuto più successo dei suoi sinonimi perché le donne che lo adottavano non necessariamente avevano seno abbondante e fianchi larghi. Molte donne sono contente di essere definite BBW perché lo ritengono un complimento, a differenza degli aggettivi "grassa" e "cicciona" che invece hanno una connotazione dispregiativa; altre tuttavia ritengono questo neologismo un inutile eufemismo.
BBW è comunemente usato anche dal movimento per l'accettazione del grasso (NAAFA), che si batte contro la discriminazione delle persone obese. Oramai BBW è una sigla che viene usata sempre più di frequente negli annunci personali e nelle auto-descrizioni.
Ancora, il termine BBW viene usato anche per indicare gli eventi specificamente mirati a queste donne (e gli uomini interessati a loro) come ad esempio serate a tema in discoteche, negozi di vestiti, ristoranti ecc. Ciò viene sia per sensibilizzare l'opinione pubblica sull'argomento, sia per rendere più attive le BBWs (ed evitare che qualcuna di esse non accetti la propria fisicità), sia per cementare la creazione di un nuovo gruppo sociale compatto e coeso.
Esistono numerosi siti internet dedicati al mondo del BBW: molti di essi sono ideati da uomini, i quali possono essere ammiratori delle femmine extra-large. Nel mondo del web sono presenti anche spazi con tematiche molto serie: spesso viene presa di mira l'industria dedicata ai prodotti per la perdita di peso e le donne vengono invitate a decidere autonomamente se ricorrere ad una cura dimagrante o meno, senza farsi condizione dai (pre)giudizi della società.
Hanno fatto la loro comparsa anche siti porno che danno la possibilità di acquistare film vietati ai minori in cui le protagoniste sono donne in carne. Questo sottogenere della pornografia cinematografica, un tempo di nicchia, si sta espandendo velocemente.

## Varianti
- Un'interpretazione parodistica scioglie la sigla come Big Boobs and Whales (in italiano Tettone e balene).
- BBBW: è la sigla di Big Beautiful Black Woman e si riferisce alle donne di colore.
- SSBBW: sigla di Super-Size Big Beautiful Woman, utilizzato per indicare le donne che indossano vestiti sopra la taglia 58 (nel sistema anglosassone, sopra la 26) o che siano definibili, in termini medico-scientifici, come persone obese di grado 2 o 3.
- Debu (デブ?): è un'espressione giapponese identica a BBW, ma che ha una connotazione negativa.